# Takifugu chrysops
Takifugu chrysops är en fiskart som först beskrevs av Franz Martin Hilgendorf 1879.  Takifugu chrysops ingår i släktet Takifugu och familjen blåsfiskar. Inga underarter finns listade i Catalogue of Life.